# Абдулкадир ел Багдади
Абдулкадир ел Багдади је био либијски политичар и секретар Општег народног комитета за образовање.
Био је званичник либијске амбасаде у Лондону (1984) у вријеме када се догодило убиство полицајке Ивоне Флечер (енгл. Yvonne Fletcher). Пронађен је мртав 31. августа 2011. године у Триполију.